# St. Nikola an der Donau
St. Nikola an der Donau, Sankt Nikola an der Donau – gmina targowa w Austrii, w kraju związkowych Górna Austria, w powiecie Perg. Liczy 832 mieszkańców (1 stycznia 2015).